# Maria Grazia Cutuli
Maria Grazia Cutuli (Catania, 26 de octubre de 1962 – 19 de noviembre de 2001)  fue una periodista italiana que trabajaba como reportera en el diario Corriere della Sera. Fue asesinada cuando se encontraba en Afganistán cubriendo la invasión militar estadounidense tras los atentados terroristas del 11 de septiembre de 2001. Fue asesinada entre Jalalabad y Kabul junto con otros tres periodistas. Cutuli fue la primera mujer y la primera periodista italiana asesinada durante la guerra de Afganistán en 2001.

## Trayectoria
Cutuli nació y creció en Catania (Sicilia), pero más tarde residió en Milán como periodista profesional. Estudió Filosofía y se licenció en la Universidad de Catania. En 1990 fijó su residencia en Milán.
Cutuli trabajó como periodista durante más de once años. Primero trabajó para el periódico La Sicilia, al principio escribiendo críticas teatrales, y en informativos locales. Escribió para revistas como Época y Panorama. Viajó a Israel, Camboya, Sudán, Ruanda y Sudáfrica, y escribió artículos como freelance para consolidar sus credenciales como corresponsal en el extranjero. Trabajó para el Corriere della Sera desde 1997. Tras su asesinato en Afganistán, fue ascendida a «corresponsal especial» por el Corriere della Sera.
Cutuli fue asesinada junto con el corresponsal de guerra español Julio Fuentes, de El Mundo, y el australiano Harry Burton y el afgano Azizullah Haidari, que trabajaban para Reuters. Fueron asesinados a unos 90 kilómetros de Kabul, cerca de Sarubi, en la provincia de Nangarjar, el 19 de noviembre de 2001, cuando el grupo viajaba entre Jalalabad y Kabul. Su autopsia reveló que había muerto de cuatro heridas de bala en la espalda y confirmó que su asesino le había cortado el lóbulo de la oreja para guardar joyas.
Un grupo de periodistas había salido en un pequeño convoy de unos ocho automóviles de Jalalabad y se dirigía a Kabul. Los primeros coches del convoy fueron detenidos cerca de un puente por hombres armados que hablaban pastún y se identificaron como talibanes. Tras el lanzamiento de piedras y los disparos, los cuatro coches de la retaguardia dieron media vuelta y huyeron de vuelta a Jalalabad. Antes de ser asesinada, Cutili fue violada por Reza Khan, posteriormente condenado por asesinato.
El mismo día de su muerte, se publicó su último artículo en el Corriere della Sera, titulado «Un depósito de gas nervioso en la base de Osama». Ese artículo fue publicado anteriormente, pero informaba sobre el descubrimiento de una fábrica de productos químicos que suponía una amenaza durante la guerra.

## Procedimientos judiciales
Reza Khan declaró que los talibanes ordenaron el asesinato de los periodistas. Otras fuentes independientes de la época implicaron a los talibanes.
En 2004, Reza Khan fue condenado en Kabul por los asesinatos y también por violación, así como por otros delitos contra ciudadanos afganos. Fue condenado a muerte en noviembre de 2004. Dos hermanos afganos también fueron implicados y condenados por el asesinato de los otros periodistas en 2005. Khan fue ejecutado a tiros en octubre de 2007, al mismo tiempo que otras 14 personas, entre ellas los asesinos convictos de sus colegas.

## Contexto
El grupo de periodistas fue asesinado una semana después de la caída de los talibanes, en un periodo en el que otros periodistas también eran blanco de ataques.

## Impacto
Cutuli se convirtió en una heroína en Italia tras su asesinato. A su funeral en la catedral de Santa Ágata, en su región natal de Sicilia, asistieron unas 5.000 personas. En marzo de 2008 se creó la Fundación Cutuli Onlus en Catania, su ciudad natal. En su ciudad natal también se fundó una escuela para inmigrantes. En Italia se creó un premio nacional de periodismo que lleva el nombre de Cutuli.

## Reacciones
Entre quienes reaccionaron al asesinato de Cutuli se encontraban el presidente italiano Carlo Azeglio Ciampi y el Primer Ministro Silvio Berlusconi.